# Махнач, Александр Викторович
Алекса́ндр Ви́кторович Махна́ч (прозвище — Сантёр; род. 6 октября 1966) — советский и российский певец и музыкант. Участник панк-группы «Юго-Запад». Автор и исполнитель большинства песен группы «Бивни».

## Биография
Родился 6 октября 1966 года в посёлке Ягодное Верхнекетского района, Томской области. Под влиянием старшего брата увлёкся рок-музыкой; с седьмого класса играл на гитаре в школьной группе. После окончания десяти классов Ягодинской средней школы в 1983 году поступил в Томское культпросветучилище на оркестровое отделение, однако, проучившись полгода, бросил учёбу. Осенью 1984 года был призван на срочную службу, служил в пограничных морских войсках в воинской части № 2306 в Находке. В 1987 году демобилизовался. В январе 1988 года по приглашению армейских друзей приехал в Ленинград.

### «Юго-Запад»
В Ленинграде 6 февраля 1988 года в подвале дома № 105 по проспекту Стачек, где была репетиционная точка для музыкантов-любителей, Александр Махнач познакомился с Игорем «Егорычем» Фроловым и Алексеем «Лёльсом» Савиновым.

И тут с Сантёром познакомились. Наш знакомый служил вместе с ним на флоте… И он привнёс нам свою струю.
— Алексей Савинов

Очень сильно. Он как катализатор был для нас… А я влюбился сразу в Сантёровские стихи.
— Игорь Фролов
Махнач, Фролов и Савинов организовали группу под названием «Третий Мир»; А. Махнач играл в ней на соло-гитаре. 6 октября 1988 года, в 22-й день рождения Александра Махнача, «Третий Мир» дал свой первый концерт — в школе № 257, которая находилась неподалёку от репетиционной точки группы. Сыграв в ноябре в ДК «Кировец» свой второй концерт, в декабре 1988 года группа выступила на прослушивании в Ленинградском рок-клубе. Именно тогда «Третий Мир» получил новое название: президент рок-клуба Николай Михайлов заявил, что в членах клуба уже числится коллектив со созвучным названием «Третий Рим», и предложил назваться «Юго-Запад» (по названию района Ленинграда, в котором жили и репетировали участники группы). 23 января 1989 года «Юго-Запад» вступает в альтернативную Рок-клубу Рок-коллегию. Группа быстро стала известной, регулярно даёт концерты в ленинградских домах культуры, выступает на одной сцене с такими коллективами, как «Автоматические удовлетворители», «Бригадный подряд», «Объект насмешек». «Юго-Запад» участвует в рок-фестивалях «Фестиваль надежд» (Москва), «Рок Молоток» (Ленинград), «Балтийское лето» (Ивангород), «Аврора» (Ленинград). Хотя полноценных записей у «Юго-Запада» не было, в декабре 1989 года по протекции президента Рок-коллегии Вадима Косякова для телепрограммы «Поп-антенна» режиссёр Ленинградского телевидения Виктор Макаров снял два клипа на песни «По разбитым бутылкам» и «Выходной панк».
В 1990 году «Юго-Запад» продолжает бурную концертную деятельность. Участвует в фестивалях «АнтиСпид-90» (Казань), «Аврора» (Ленинград). В июне на студии Ленинградского дворца молодёжи (ЛДМ) группа записала песню «Зачем ты спишь с негром?», которая вскоре стала хитом. В июле «Юго-Запад» был приглашён на рок-фестиваль в крымский город Гурзуф. Фестиваль не состоялся и, наслаждаясь неожиданным отдыхом, Александр Махнач записал свой первый сольный акустический альбом «Хуже, чем два куска мыла». В записи ему помогал барабанщик «Юго-Запада» Андрей «Че Гевара», он же «Дрон» Орлов. Запись сделал звукорежиссёр «Юго-Запада» Александр «Папик» Канаев. Осенью 1990 году Александр Махнач записывает свой второй акустический альбом «С любовью и топором до гроба Ваш…». В записи также участвовал Виталий «Каля» Андреев (гитара, блок-флейта); звукорежиссёр — Александр Канаев. 16 декабря 1990 года «Юго-Запад» дал сольный концерт на одной из крупнейших площадок Ленинграда — во дворце спорта «Юбилейный».
В начале 1991 года Юго-Запад сделал свою первую студийную запись, которая, однако, не была выпущена. 12 марта 1991 года на фестивале, посвящённом десятилетию Ленинградского рок-клуба, «Юго-Запад» выступил на одной сцене с такими группами, как «Народное ополчение», «Собака Це Це», «Ноль», «АукцЫон» и «Алиса».

Панк-эстафету после ОПОЛЧЕНИЯ подхватил ЮГО-ЗАПАД. Команду «Егорыча» (Игоря Фролова) в последнее время фатально преследует цепь неудач: ограбление репетиционной точки ЮГО-ЗАПАДА, скандальные приводы в милицию, малоприятные повестки в райвоенкомат. А в довершение ко всему в начале года загремел в дурдом Эндрю «Че Гевара».
Сознательно отказавшись от исполнения проверенных номеров, ЮГО-ЗАПАД рискнул показать обновлённую программу, костяк которой составили малоизвестные меланхоличные песни, написанные на вечные темы любви… Конечно, это не «прокатило», что очень скоро поняли «Егорыч» и его друзья. Но было уже поздно… В полной растерянности они «добивали» свою «амурную» программу.
— «Рок-Фузз», 1991, № 2
.
Следующие свои выступления «Юго-Запад» провёл в сентябре 1991 года в Голландии. После возвращения из этого турне группа распалась: Фролов уехал на постоянное местожительство в Финляндию, Савинков и Махнач надолго ушли из музыки.
«Юго-Запад» в 1988—1991 году был очень популярным коллективом, игравшем в стиле, сочетавшим в себе панк-рок и рок-н-ролл; сами музыканты называли свой стиль «фолк-панк».

Мы играли фактически фолк-панк. Сантёру было по фигу. Он просто лепил хорошие стихи и их пел.
— Алексей Савинов
Основным автором в группе был Фролов, однако Махнач тоже активно участвовал в творческом процессе. В частности, он сочинил песни «По разбитым бутылкам», «Кочегар», «Я бы мог придумать повод», «Небесный ангел», «Я прибью к своим ботинкам по четыре колеса»; многие песни так и не были записаны.

### 1991—2003
В 1990-х Александр Махнач профессионально не занимался музыкой, работал строителем. В 1999 году «Юго-Запад» неожиданно собрался и приступил к записи нового альбома «Дружок». Однако, из-за творческих противоречий музыкантов, записав всего семь песен, группа вновь распалась, не дав ни одного концерта. Александр Махнач заканчивал работу над альбомом в одиночку. Параллельно с работой над новым альбомом «Юго-Запада» Александр Махнач в 2001 году записал свой третий сольный альбом «О трюмах, штормах и вахтах», в который вошли песни, навеянные воспоминаниями о службе на флоте. Именно тогда Махнач познакомился с Александром Кариным, который спродюсировал этот альбом. Затем при помощи Карина Александр Махнач записал альбом дембельских песен, который, впрочем, не был издан. Сдружившись, Махнач и Карин решили серьёзно заняться музыкой.

### «Бивни»
В начале 2003 года Александр Махнач вместе с Александром Кариным организовали группу «Бивни». Обсуждая тематику нового музыкального проекта Карин категорически отказался исполнять песни с ненормативной лексикой, а Махнач — песни «о душе, любви и прочей виртуальной хрени». Так как и Карин, и Махнач были болельщиками петербургского футбольного клуба «Зенит», они решили темой своего творчества избрать футбол, «Зенит», футбольных болельщиков и фанатов.
В начале 2004 года «Бивни» начинают работу над своим первым альбомом «Двенадцатый игрок». С целью изучить фанатскую среду Александр Махнач знакомится с петербургскими футбольными фанатами.

…когда ещё записывался первый альбом, в его записи принимали участие многие люди из фанатской среды. Перед записью мне нужны были очень строгие консультации по поводу текстов, потому что я человек уже не молодой и прекрасно отдавал себе отчёт в том, что делал. Хотелось, чтобы не было потом никаких косяков. Фанатское движение — это своеобразная среда, это маленькая страна в стране, живущая по своим законам и со своим уставом…
— А. Махнач в интервью сайту landscrona.ru
Весной 2004 года заканчивается работа над «Двенадцатым игроком». В альбом вошли 13 песен, большинство из которых было посвящено «Зениту» и зенитовским фанатам. Кроме того, в альбом вошли песни, которые были посвящены ностальгии по детству («Детства нашего футбол»), Чемпионату мира по футболу 2002 года («ЧМ-2002») и памяти Павла Садырина — тренера, впервые приведшего «Зенит» к победе в национальном первенстве («Памяти тренера»).
Сразу после выход альбома, А. Махнач совершает свой первый «выезд» — едет в Пермь на матч «Амкара» и «Зенита», который состоялся 11 апреля. Затем, в ходе футбольного сезона 2004 года Махнач посещает ещё несколько выездных игр «Зенита». В поезде он исполняет свои песни на гитаре, слушая отзывы фанатов; это помогает ему понять все нюансы мировоззрения и ценностей фанатов. В дороге рождались новые песни.
В августе 2004 года «Бивни» дали свой первый концерт — в клубе-кафе «Олимп», который располагается на территории стадиона «Динамо». В течение 2004 года группа выступила ещё с несколькими концертами. Музыкальный коллектив весьма быстро стал популярной среди болельщиков «Зенита»; в немалой степени этому способствовало то, что Александр Махнач по дороге на выездные матчи в поездах исполнял свои песни на гитаре.
11 января 2005 года был презентован второй альбом «Бивней» — «Золотые слёзы», который был посвящён двадцатилетию победы «Зенита» в чемпионате СССР 1984 года. В альбом вошли 12 песен и три бонус-трека. Как и в «Двенадцатом игроке» большинство песен посвящены «Зениту» и его фанатам; также в альбоме присутствуют песни, посвящённые сборной России («Вперёд, Россия»), появлению футбола в России («Когда британские суда…»), Санкт-Петербургу («Полёт»), футболистам («Форварды», «Прощай, футбол»).
Также в 2005 году Александр Махнач принял активное участие в записи альбома кричалок зенитовских фанатов «Моё сердце с тобой».
В 2006 году «Бивни» записали свой третий диск «Роса». В отличие от предыдущих альбомов группы, «Роса» не посвящена «Зениту» и его болельщикам. В состав альбома вошли лирические песни о любви, песни, навеянные путешествиями Махнача, а также композиции, написанные им ещё до возникновения группы «Бивни».
4 марта 2007 года перед матчем 1/8 Кубка России «Зенит» — «Сатурн» на стадионе «Петровский» всем зрителям бесплатно раздавались компакт-диски с новым альбомом «Бивней» «Пока мы едины — мы непобедимы». Альбом состоял из наиболее популярных песен «Бивней» и одной новой, посвящённой Андрею Аршавину («Давай, Андрюша»). Особенностью альбома было то, что на обложке компакт-диска присутствовал логотип политической партии «Единая Россия», а песня «Давай, Андрюша» заканчивалась словами: «Когда „Единая Россия“ одной командою с тобой!» (на тот момент Аршавин был кандидатом от партийного списка «Единой России» на выборах в Законодательное собрание Санкт-Петербурга, которые должны были состояться 11 марта). По словам одного из авторитетных зенитовских фанатов Максима Дукельского (Макса Пацифика), Махнач ему сказал, что сделал это за деньги.
В 2007 году был выпущен альбом «Отбой». В него вошло несколько песен, содержащих ненормативную лексику («Клоун», «Гол. Х…. Штанга!»), песня «Фанатские войны», написанная ещё в 2004 году, но не вошедшая ни в один из предыдущих альбомов, «Кочегар» и «Небесный ангел», исполнявшиеся ещё «Юго-Западом».
В этом же году был выпущен альбом «Золотые хиты», в который вошли песни, посвящённые фанатской и футбольной тематике из предыдущих альбомов («Девчонки-фанатки», «Вперёд, Россия!», «Футбольная география», «Мы едем, чтобы победить» и др.), а также несколько новых («Юрий Андреевич», «На берегах Невы»).
Осенью 2007 года в преддверии 100-летия первого футбольного матча между Санкт-Петербургом и Москвой (празднование этого события было совмещено с матчем петербургского «Зенита» и московского ЦСКА, состоявшимся 29 сентября 2007 года) Александр Махнач совместно с лидером петербургской группы «НЭП» Сергеем Паращуком и московскими музыкантами Сергеем Галаниным и Александром Ф. Скляром записал песню «Команда молодости нашей». Она исполнялась этим составом музыкантов непосредственно перед игрой на стадионе «Петровский»; на табло демонстрировались кадры исторической хроники игр «Зенита». Сборник, монтаж клипа, аранжировка песни и вся техническая работа была выполнена Александром Махначём.
6 октября 2010 года, в 44-й день рождения Александра Махнача «Бивни» презентовали новый альбом — «Рождённый чемпионом». В альбом вошли песни «Май 1942» (посвящённая Блокадному матчу), «Манчестер-Монако» (посвящённая финалу Кубка УЕФА и Суперкубку УЕФА 2008 года) и ряд других. По словам Александра Махнача, этим альбомом он планирует закрыть трилогию, посвящённую фанатам «Зенита», которая была начата ещё в 2004 году «Двенадцатым игроком».

## Увлечения и личная жизнь
Александр Махнач является большим поклонником футбола в целом и фанатом футбольного клуба «Зенит» в частности. Впервые посетил футбольный матч 3 августа 1988 года в Ленинграде — на стадионе им. С. М. Кирова играли ленинградский «Зенит» и вильнюсский «Жальгирис». Затем долгое время наблюдал за футбольными матчами только по телевизору. После записи альбома «Двенадцатый игрок» начал посещать выездные матчи петербургского клуба, познакомился с футбольными фанатами, узнал специфику и проникся духом футбольного фанатизма. Является обладателем абонемента на 13-й (фанатский) сектор стадиона «Петровский».

Когда я познакомился с фанатским движением, то я узнал много подводных течений, которые в принципе меня не удивили, потому что это жизнь, которая происходит ежедневно со всеми нами. И всё это стало уже частью моей жизни, ведь к походу на стадион прибавились ещё и выезда, без которых я уже просто не смог себя представить. Я ждал выезда, когда можно будет сесть в поезд и всё начнется по новой — шатание по чужому городу, поход на футбол, в общем, масса разных впечатлений…
— А. Махнач в интервью сайту landscrona.ru
Также увлекается горными походами, велосипедными прогулками и путешествиями.
В 1980-х — 1990-х годах в жизни Александра Махнача, особенно в бытность музыкантом «Юго-Запада», серьёзную роль играл алкоголь. По воспоминаниям как самого Махнача, так других музыкантов «Юго-Запада» неумеренное потребление спиртных напитков было повседневным атрибутом их репетиционной, концертной и гастрольной деятельности; из-за запоев Махнача были сорваны несколько выступлений группы. С конца 1990-х годов Александр Махнач абсолютно не употребляет спиртного, а также бросил курить.

## Интересные факты
- Александр Махнач и группа «Бивни» вместе с фанатами донецкого «Шахтёра» записали несколько песен о донецком клубе[14].
- Также группа Бивни записала песню посвящённую хоккейному клубу «Динамо» СПб «Играет в хоккей „Динамо“!».